# Space Ace
Space Ace – zręcznościowa gra akcji wydana w formie tzw. laser dysku przez Cinematronics w październiku 1983 roku.
Było to zaledwie cztery miesiące po premierze Dragon’s Lair, która odniosła niebywały sukces. Podobnie jak poprzednio pomysłodawcą był Rick Dyer, a autorem grafiki Don Bluth - były animator studia Walta Disneya. „Space Ace” opowiada o losach międzygalaktycznego bohatera imieniem Ace, którego zły komandor Borf przemienił w jego młodsze wcielenie - Dextera - i uprowadził jego dziewczynę, Kimberly. Zadaniem gracza jest uratowanie Kimberly i odzyskanie swojego poprzedniego wcielenia. Pomysł opierał się na stworzeniu interaktywnej bajki, którą gracz nie tylko ogląda, ale także bierze w niej udział wykonując określone czynności joystickiem (wychył w którąś ze stron lub wciśnięcie przycisku fire) w odpowiednim momencie. Wykonanie „akcji” nieprawidłowej lub w niewłaściwym momencie zawsze skutkuje przerwaniem odtwarzania „bajki” i odegraniem animacji, która daje nam jasno do zrozumienia, że niestety w tej próbie przegraliśmy i musimy spróbować ponownie.
Na bazie gry powstało dwanaście odcinków animowanego serialu emitowanego m.in. na Cartoon Network oraz seria komiksów. W 1989 roku firma Readysoft przygotowała adaptację gry na komputery domowe. W roku 1990 firma wydała także nieoficjalną kontynuację „Space Ace 2: Borf's Revenge”. Fabuła skupia się wokół zemsty jaką przygotował Borf, który dzięki swoim sprzymierzeńcom odzyskał dawną postać. Ponownie porwał Kimberly (choć Dexter zwraca się do niej po imieniu Jenny), a Dexter musi ją uratować.